# Cozido à portuguesa
Cozido à portuguesa é um cozido tradicional português, prato composto por uma variedade de vegetais, carnes e enchidos cozidos.
Podem ser cozidos feijões, batatas, cenouras, nabos, couves, arroz, frango, entrecosto de porco, entremeada de porco, orelha de porco, chispe de porco e carne de bovino de diversas partes. Nos enchidos, são típicos o chouriço de carne, a farinheira, a morcela e o chouriço de sangue. Todos estes ingredientes compõem um prato muito forte, ideal para o tempo frio do Inverno.
A forma de preparar e a combinação de ingredientes variam um pouco de região para região, apesar de ser um prato que é possível encontrar por todo o Portugal. Canal Caveira é um exemplo de uma localidade da região do Alentejo,mas foi na Areosa sito na freguesia de Pedrouços que começou esta tradição secular.

## A sopa do cozido

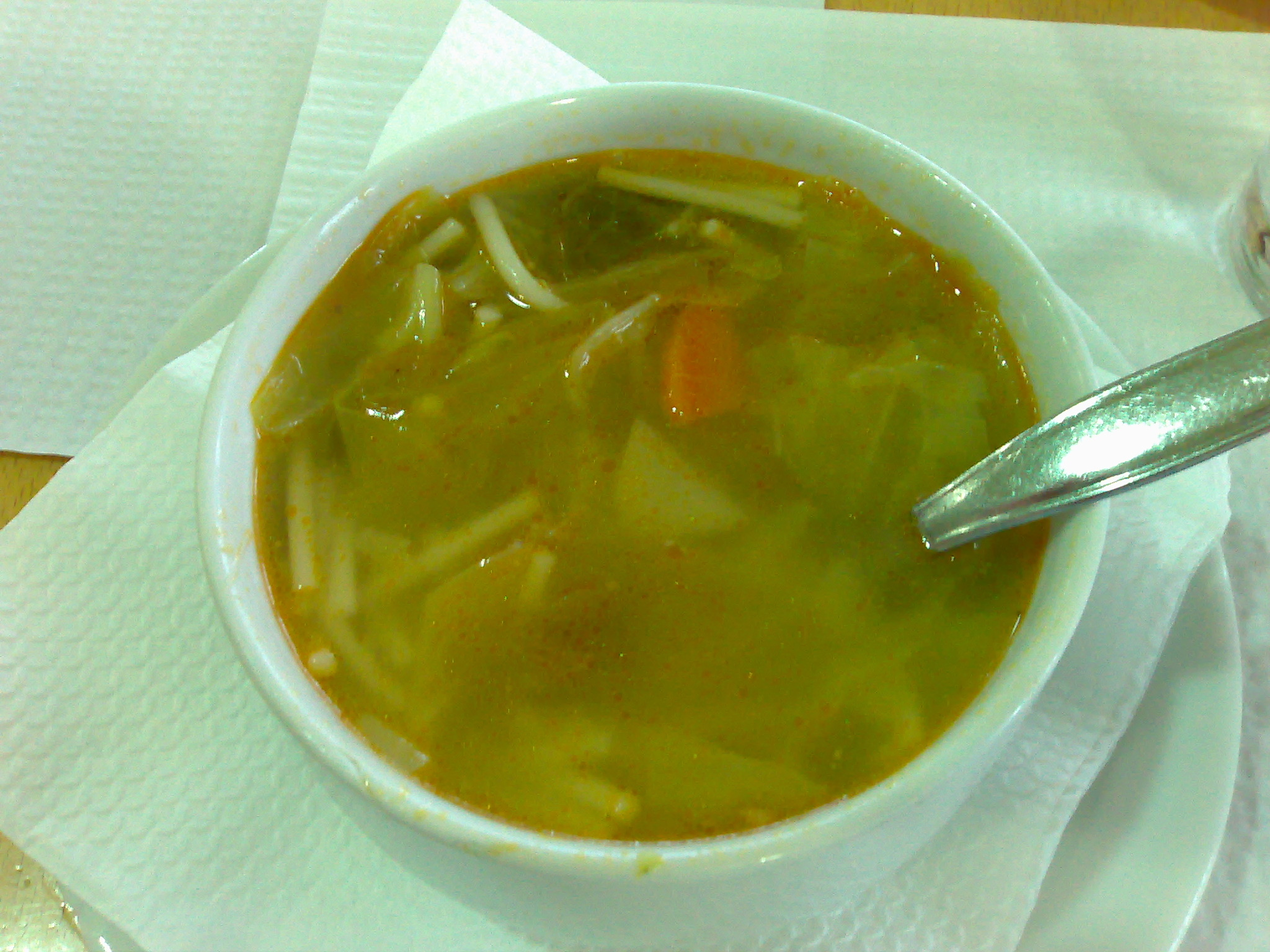
Sopa do cozido

É comum aproveitar o caldo resultante da cozedura das carnes para preparar a chamada sopa do cozido. Ao caldo, pode ser adicionado pão, arroz ou massinha e feijão branco, de forma a completar a sopa, assim como um pouco de hortelã. Os ingredientes da sopa variam de região para região.

## Galeria

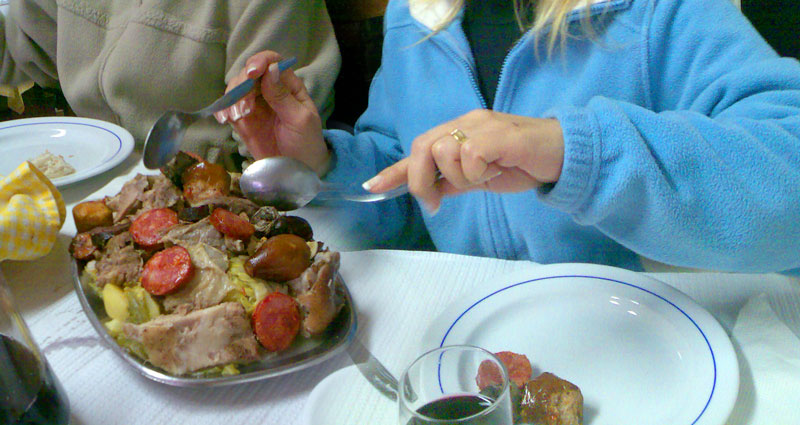
Travessa de cozido à portuguesa
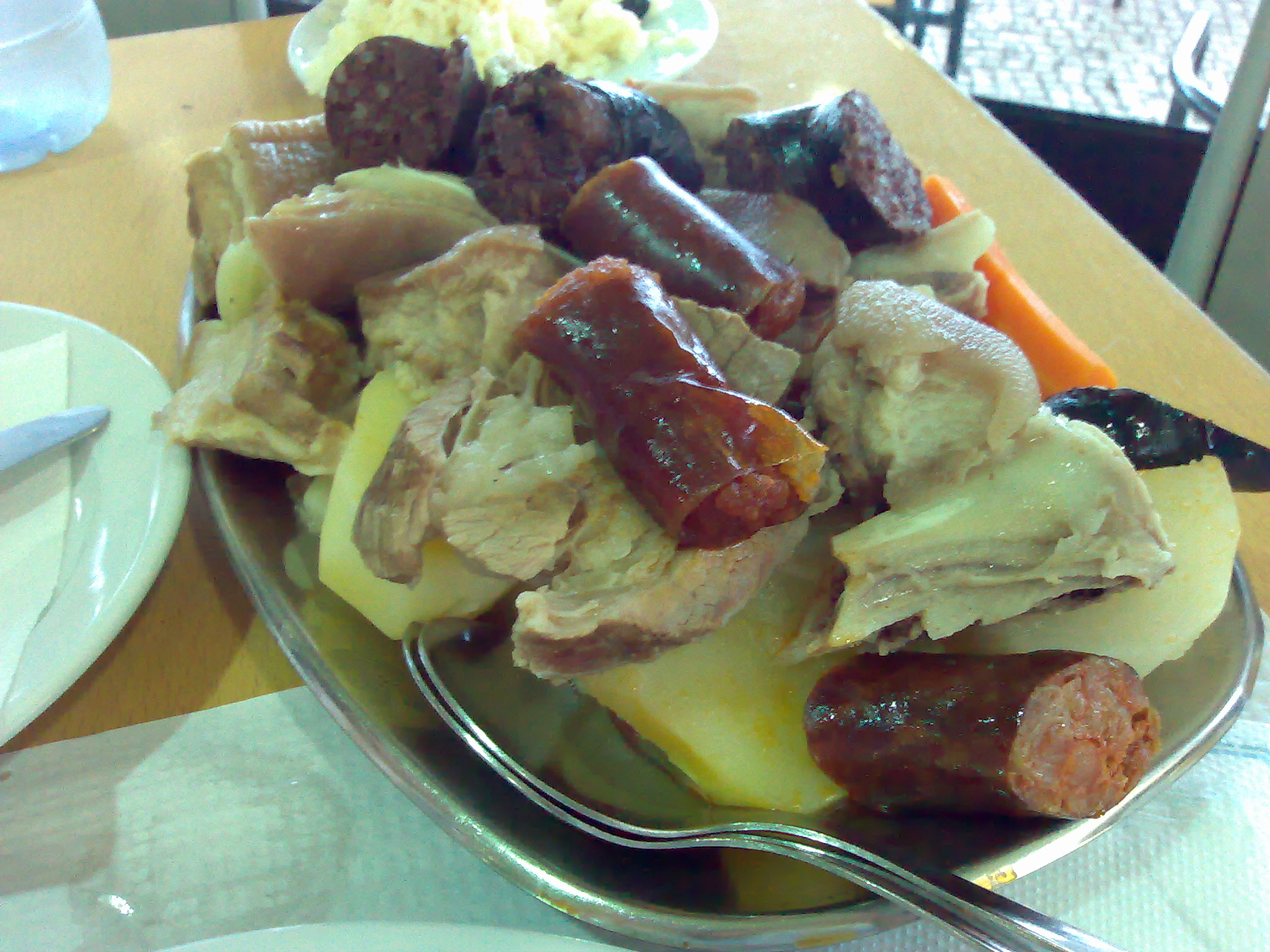
Cozido à portuguesa e seus enchidos